# Arturo Iannaccone
Arturo Iannaccone (Avellino, 12 ottobre 1956) è un politico italiano.

## Biografia
Laureato in Medicina e chirurgia e specializzato in chirurgia d'urgenza ed in endocrinochirurgia, Arturo Iannaccone è stato per oltre dieci anni assistente presso la Cattedra di Chirurgia d'urgenza del Secondo Policlinico di Napoli. Successivamente, ha svolto l'incarico di specialista ambulatoriale di chirurgia generale delle ASL della Provincia di Avellino.

### Attività politica
Iscrittosi a 18 anni alla Democrazia Cristiana, è stato delegato provinciale del movimento giovanile, vicesegretario e infine segretario provinciale della DC.
Con lo scioglimento della DC nel 1994, aderisce al Centro Cristiano Democratico; contemporaneamente, in occasione delle elezioni politiche del 1994 è candidato alla Camera dei deputati nel collegio uninominale n° 12 (Atripalda), sostenuto da Forza Italia, Unione di Centro, Centro Cristiano Democratico e Polo Liberal Democratico, giungendo terzo e non venendo eletto.

#### Consigliere regionale della Campania
Eletto nel 1995 al Consiglio Regionale della Campania per il CCD, è nominato assessore alla Ricerca Scientifica ed Informatica della giunta presieduta da Antonio Rastrelli.
Nel settembre del 1997 è nominato capogruppo del CCD al Consiglio Regionale della Campania. Nel marzo del 1998 viene, inoltre, designato dalla Segreteria Nazionale del CCD vicecommissario regionale del partito e membro della direzione nazionale.
Dal giugno del 1999 all'aprile del 2004 è capogruppo del CCD al consiglio comunale di Avellino. Dal giugno del 2000 è Segretario Regionale del Centro Cristiano Democratico della Campania.
Nel dicembre del 2001, il presidente del Consiglio dei ministri Berlusconi lo nomina consigliere dell'Agenzia per le Onlus. Dal 2002, con la costituzione dell'Unione dei Democratici Cristiani e di Centro, ne diviene segretario regionale della Campania.
Nel 2004 è il candidato della Casa delle Libertà alla Presidenza della Provincia di Avellino ma ottiene solo il 31.3% dei consensi venendo sconfitto dal candidato del centrosinistra Alberta De Simone eletta con il 68.1%.
È candidato per la prima volta alle elezioni politiche del 2001 nel collegio uninominale n°12 (Atripalda), dove viene sconfitto dall'esponente de L'Ulivo Alberta De Simone; contemporaneamente è anche candidato nella quota proporzionale della circoscrizione Campania 2, nelle liste del CCD-CDU, tuttavia anche qui non viene eletto in quanto la lista non supera la soglia di sbarramento del 4%.
Alle successive elezioni politiche del 2006 è ricandidato alla Camera dei Deputati, nella circoscrizione Campania 2, nelle liste dell'UDC (in sesta posizione), tuttavia risulta il secondo dei non eletti.

#### Elezione a deputato
A gennaio 2008 abbandona l'Unione di Centro; alle successive elezioni politiche di aprile 2008 è candidato nuovamente alla Camera dei Deputati, nella circoscrizione Campania 2, nelle liste del Movimento per le Autonomie (partito al quale aderisce il dicembre successivo), venendo eletto deputato della XVI Legislatura.
Il 22 gennaio 2010, dopo essere stato espulso dall'MpA, diventa segretario nazionale del nuovo partito di centro-destra Noi Sud.
Il 3 novembre 2011 abbandona il gruppo parlamentare di Popolo e Territorio per aderire al Gruppo misto della Camera, dichiarando di voler comunque sostenere il Governo Berlusconi IV. Il 7 novembre 2011 Iannaccone fonda con altri due deputati di Noi Sud, Elio Vittorio Belcastro e Americo Porfidia, la componente del gruppo misto "Noi per il Partito del Sud Lega Sud Ausonia (Grande Sud)", di cui Iannaccone è capogruppo. Attualmente è Segretario Federale di Autonomia Sud - Noi per il Sud e Presidente del cartello di movimenti autonomisti Popoli Liberi.
Alle elezioni politiche del 2013 non è ricandidato in parlamento.
Alle elezioni comunali del 2013 diviene consigliere comunale di Avellino nelle liste del centro-sinistra.

#### Regionali del 2015
In occasione delle Elezioni Regionali in Campania del 2015, insieme ad altri esponenti del centro-destra sostiene il candidato presidente del centro-sinistra Vincenzo De Luca, a discapito del candidato del centro-destra, ovvero del presidente uscente Stefano Caldoro; a tal proposito Autonomia Sud (il partito di Iannaccone) costituisce insieme ad Alleanza per l'Italia ed al Nuovo CDU la lista Campania in #Rete, con cui Iannaccone è anche candidato per la carica di consigliere regionale in provincia di Avellino: Iannaccone non viene tuttavia eletto consigliere in quanto Campania in #Rete elegge un solo consigliere regionale in provincia di Caserta.

#### Assessore ad Avellino
Ad agosto 2015 viene nominato assessore al Commercio del comune di Avellino.
Nell'ottobre 2020 viene raggiunto da un avviso di garanzia, seguito dall'interdizione dai Pubblici Uffici, emesso dalla Procura della Repubblica di Avellino in merito allo scandalo Asl. A seguito di ciò, Iannaccone si dimette da assessore.